# Распятие (картина Ге, 1884)
«Распя́тие» — картина русского художника Николая Ге. Создана в 1884 году. В настоящее время полотно находится в коллекции Музея истории Донского казачества в городе Новочеркасске и в постоянной экспозиции одного из его зданий — Атаманского дворца. По предположению исследователей, полотно было создано по заказу неустановленной в настоящее время лютеранской кирхи или католического костёла. В музей оно попало ещё до Второй мировой войны. Долгое время картина не привлекала пристального внимания специалистов, хотя и участвовала в 1970-е годы в выставке картин живописцев «Товарищества передвижных художественных выставок».
Серьёзное внимание искусствоведов и культурологов картина Николая Ге «Распятие» вызвала только в 2011 году, когда в Государственной Третьяковской галерее шла подготовка к выставке «„Что есть истина?“ Николай Ге. К 180-летию со дня рождения». Полотно было подвергнуто инфракрасной спектроскопии, а красочный слой и грунт — химическому анализу, были подняты архивные документы. Группа исследователей выступила на международной научной конференции в Москве, проходившей одновременно с выставкой (материалы конференции были опубликованы в 2014 году), с докладом о картине, в научном журнале «Русское искусство» за 2012 год появилась большая статья доктора искусствоведения Татьяны Карповой и заведующей отделом научной экспертизы Государственной Третьяковской галереи Лидии Гладковой, посвящённая «Распятию».
В 2011—2012 годах российская пресса оживлённо обсуждала находку нового полотна Николая Ге. Посвящённые картине статьи были опубликованы в ведущих центральных и региональных печатных изданиях. Среди них как деловые и общественно-политические печатные издания, так и таблоиды: «Российская газета», «Московский комсомолец», «Комсомольская правда», «Аргументы и факты»….

## Описание картины и изображения на ней
В настоящее время полотно находится в коллекции Музея истории Донского казачества в городе Новочеркасске и в постоянной экспозиции второго этажа одного из его зданий — Атаманского дворца. Картина представляет собой вытянутый по вертикали прямоугольник размером 195 × 140 см в простой деревянной раме, окрашенной в чёрный цвет. Техника исполнения — масляная живопись по холсту.
В основе изображения лежит эпизод из Нового Завета, посвящённый казни Иисуса Христа. Действие происходит на невысоком холме под названием Голгофа (в переводе с еврейского — Лобное место). Христос изображён уже мёртвым. Его тело всё ещё распято на большом деревянном кресте на фоне морского берега, моря и неба. Над головой Христа прибита дощечка с сокращением по первым буквам надписи на латыни «Иисус Назорей, Царь Иудейский» (в Евангелиях от Луки и Иоанна упоминаются три языка, на которых сделана надпись, в Евангелиях же от Марка и Матфея — только сама надпись, без упоминания трёх языков). На картине отсутствуют перечисленные в Евангелиях персонажи, присутствовавшие при казни: Богоматерь, Мария Клеопова, Мария Магдалина, два разбойника, распятые по обе стороны от Христа, легионеры, которые «стерегли» крест и «ругали» Христа, народ, некие «проходящие», «злословившие» Христа во время казни, а также римский сотник Лонгин и Иоанн Богослов, которые не упоминаются в Евангелиях, но христианской традицией воспринимаются как свидетели смерти Иисуса. Время действия полотна — последние лучи заката.
Подпись художника и датировка создания полотна находятся в правом нижнем углу на одном из камней — «Н. Ге. 1884».

## История обнаружения картины

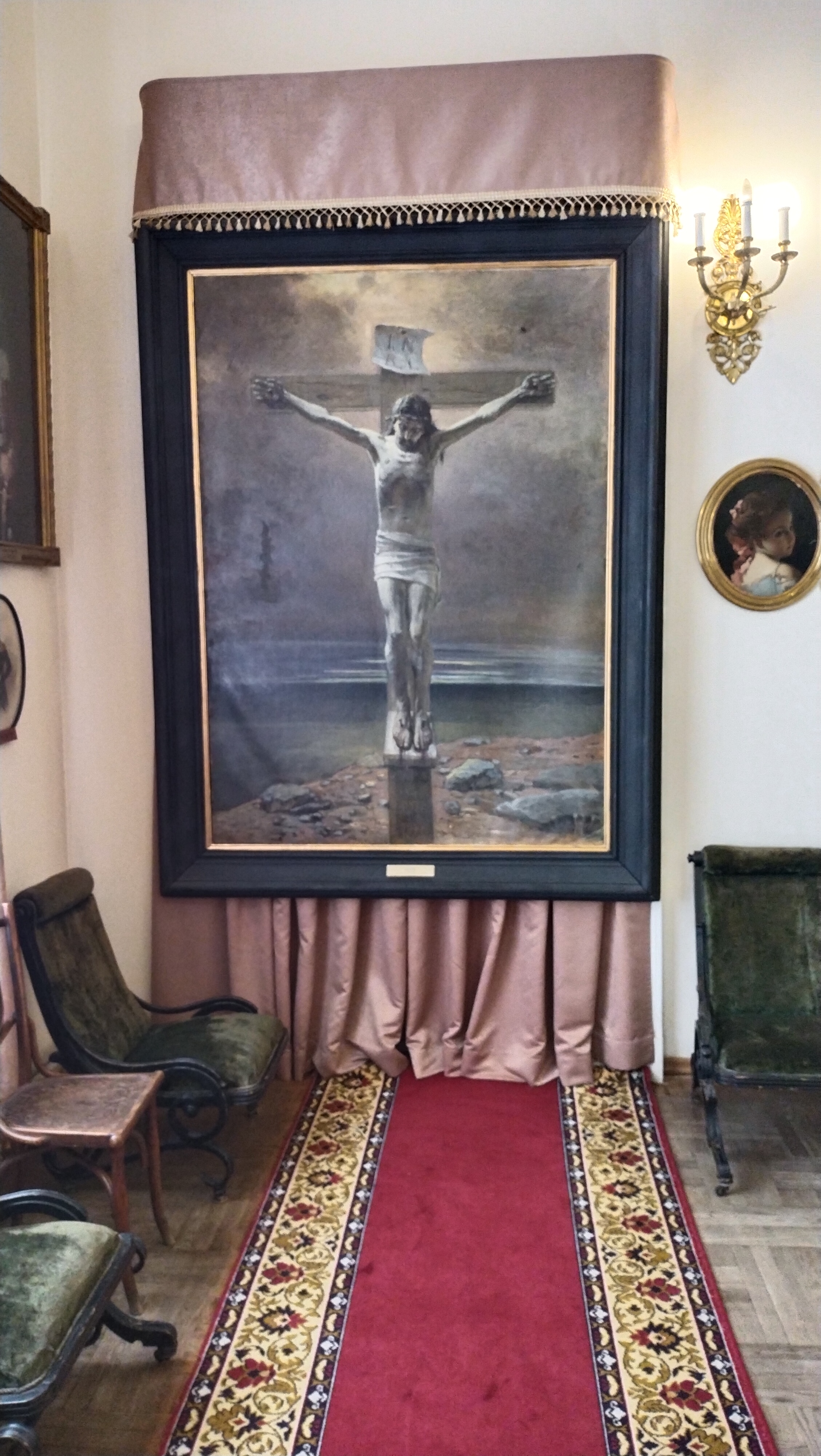
Николай Ге. «Распятие» в интерьере Атаманского дворца, июль 2023 года

Новочеркасский музей истории Донского казачества обладает значительной коллекцией произведений русского изобразительного искусства, однако произведения Николая Ге не упоминаются путеводителями, изданными в советское время, ни в составе экспозиции музея, ни в качестве находящихся в его запасниках. В октябре 2011 года газета «Комсомольская правда» сообщила, что эксперты из Государственной Третьяковской галерее работают в фондах Музея истории Донского казачества в городе Новочеркасске с целью определить подлинность картины Николая Ге «Распятие». Как сообщили московские эксперты корреспонденту газеты, к 2011 году российские искусствоведы не признавали «Распятие» работой Николая Ге, однако в фондах музея полотно значится как произведение этого художника. На момент публикации статьи предполагалось, что работа по атрибуции полотна займёт несколько недель.

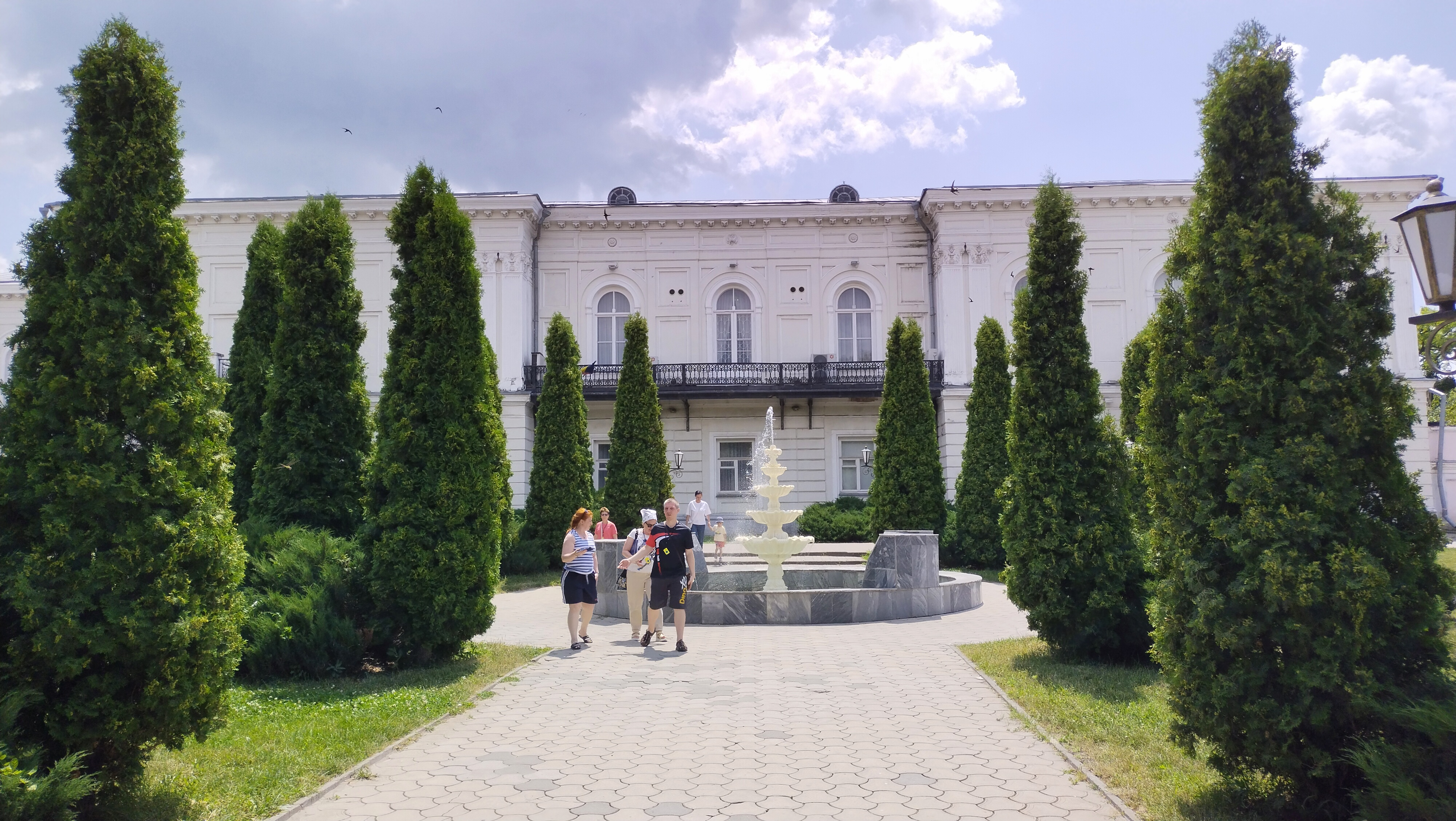
Атаманский дворец в Новочеркасске — здание, где выставлена коллекция изобразительного искусства Музея истории Донского казачества, июнь 2023 года

В 2012 и 2014 годах в научных изданиях в форме статей были опубликованы отчёты экспертов, из которых следовало, что в ходе работы над подготовкой выставки «„Что есть истина?“ Николай Ге. К 180-летию со дня рождения» (2011—2012 годы) в фондах Музея истории Донского казачества была обнаружена практически неизвестная даже специалистам по творчеству художника картина. Это было большое вертикальное «Распятие». Поводом для обращения специалистов к исследованию полотна стала находка в архиве Полины Чернышёвой, дочери советского художника Николая Чернышёва, письма директора этого музея Леонида Шолохова Чернышёву, датированное 17 апреля 1961 года. Это был ответ на запрос художника по поводу картины «Распятие» Николая Ге, которая, по сведениям Чернышёва, могла находиться в музее. В письме Шолохова сообщалось, что в музее действительно хранится данное полотно, подписанное Николаем Ге. Его размеры указывались как 195 × 140 см. Работа была датирована самим автором полотна 1884 годом. Шолохов сообщал: картина поступила в музей из некоей неизвестной «кирхи или костёла» ещё в 1920-е годы. В дополнение к письму директора музея прилагалась чёрно-белая фотография «Распятия».
В ответ на запрос организаторов выставки произведений Николая Ге в Москве с просьбой подтвердить информацию, полученную из письма Шолохова, сотрудники новочеркасского музея сообщили о присутствии «Распятия» в фондах музея.
Авторы статей под одинаковым названием «„Распятие“ Николая Ге из Новочеркасска», из которых одна была напечатана в журнале «Русское искусство» за 2012 год, а вторая опубликована под грифом Государственного института искусствознания в 2014 году на основе доклада на международной конференции в Москве, предположили, что Чернышёв мог получить информацию о картине от ученика Ге и автора воспоминаний о нём, офицера и художника-любителя Михаила Теплова. С 1884 по 1888 год, то есть во время создания «Распятия» из Музея истории Донского казачества, Теплов жил на хуторе у Николая Ге. В Государственном музее искусств Узбекистана в Ташкенте хранится портрет Теплова, созданный Николаем Ге в 1885 году. Чернышёв познакомился с Тепловым во время эвакуации — в 1941 году как раз в Ташкенте.

## История дискуссии об авторстве полотна

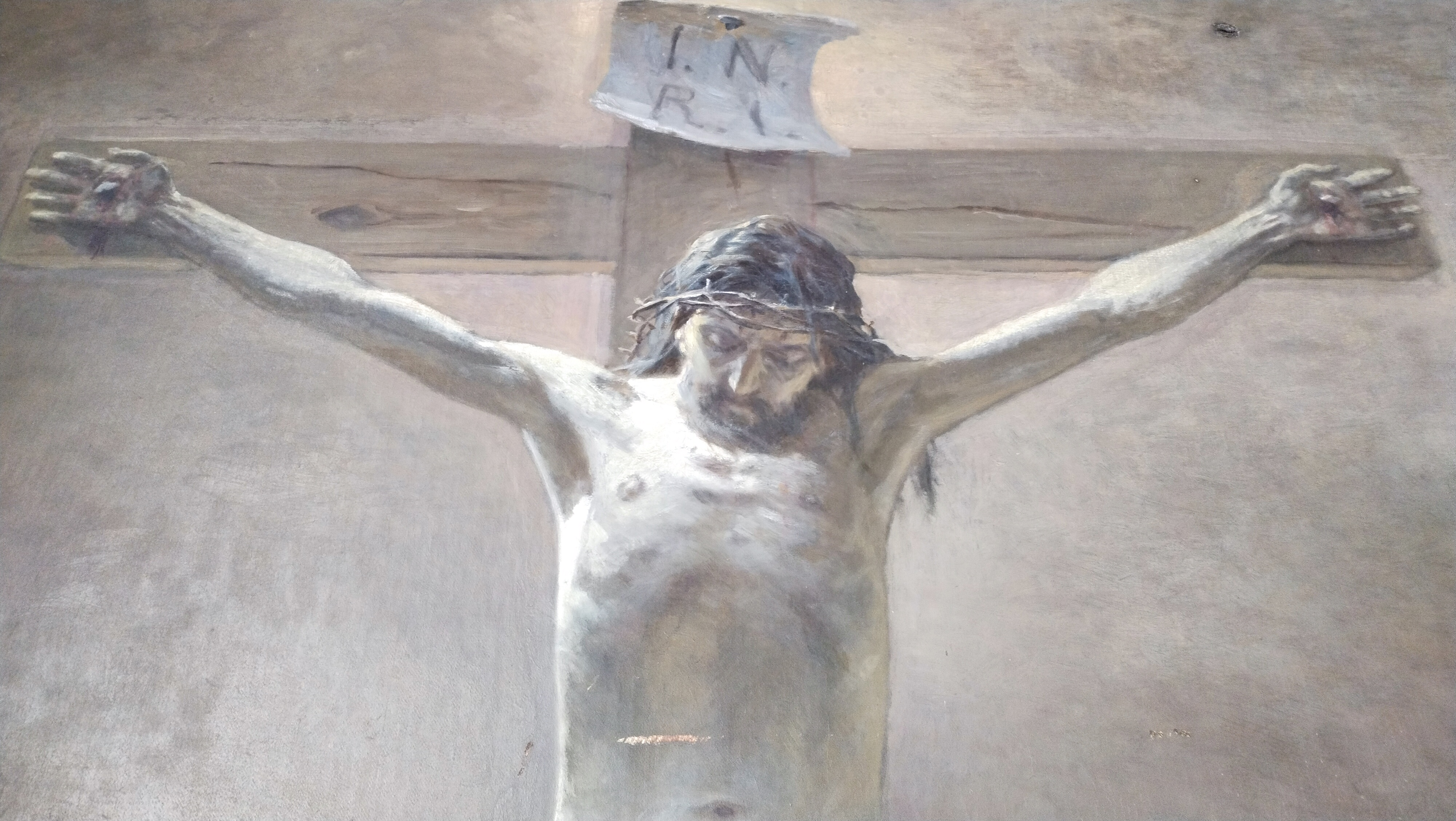
Верхняя половина тела Христа

Возникшую гипотезу об авторстве Николая Ге в отношении полотна из Новочеркасска предстояло ещё доказать. После закрытия выставки «„Что есть истина?“ Николай Ге. К 180-летию со дня рождения» и окончания сопутствовавшей ей международной научной конференции в архиве советского искусствоведа Натальи Зограф, которая являлась куратором выставки Николая Ге в 1970—1971 годах, были обнаружены её переписка с Музеем истории Донского казачества и ещё одна фотография картины. 16 декабря 1965 года заместитель директора музея по научной части О. Е. Воронина писала Зограф (с сохранением пунктуации оригинала):

Как и когда она [картина «Распятие»] попала в наш музей — никто не знает. Известно лишь, что находится картина в музее давно, в предвоенные годы она уже была. Я посылаю вам фотографию этой картины. Для нас также чрезвычайно интересно было бы получить определённый ответ, но вряд ли это будет возможно имея лишь фотографию картины. Так на мой вопрос в Научно-исследовательский музей Академии художеств СССР г. Ленинграда пришёл ответ, копию которого я Вам высылаю. Та же неопределённость, те же сомнения, что были у меня и прежде. Мне кажется, для решения этого вопроса необходима непосредственная работа над этим полотном, так как здесь много неясного. Вещь эта не похожа на творчество Н. Н. Ге. Но почему подпись его? Если это копия никому не известной работы Ге, то опять-таки — почему стоит и подпись и дата? Сходна ли подпись с подписями на других его полотнах? Мы, не имея других работ Н. Н. Ге, об этом судить не могли. Я очень рада, что вас заинтересовала эта картина, может быть вам удастся установить её подлинность. Буду очень просить вас сообщить мне в любом случае.— Татьяна Карпова, Лидия Гладкова, Ирина Рустамова, Евгения Ситливая. «Распятие» Николая Ге из Новочеркасска

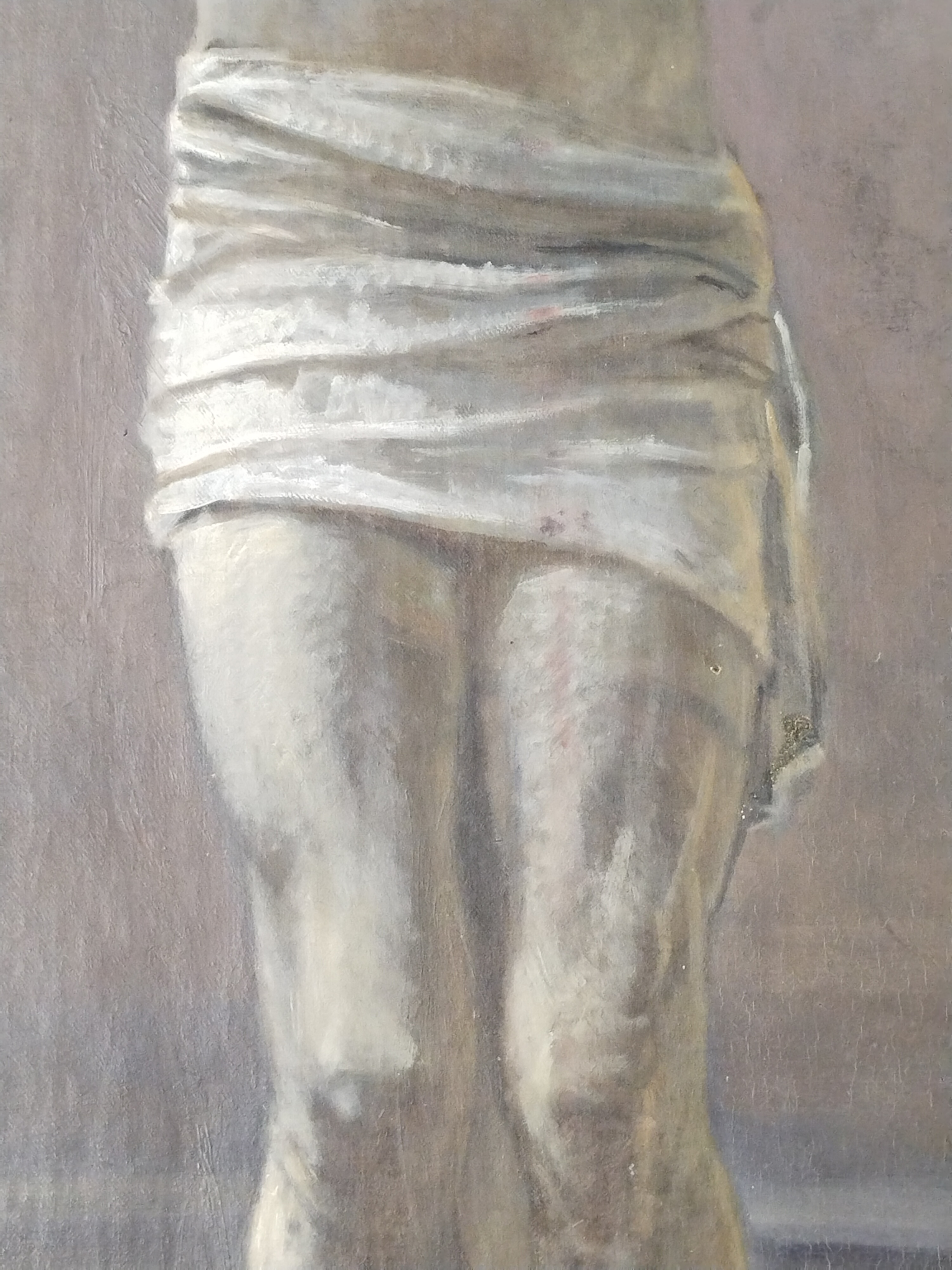
Нижняя часть туловища Христа

К этому письму была приложена копия ответа из Научно-исследовательского музея при Академии художеств СССР от 7 мая 1964 года, подписанного заведующей отделом живописи Л. Ф. Галич. Она писала, что, судя по фотографии, картина эта не является работой Ге. В качестве аргументов искусствовед приводила следующие доводы: 1) в 1880-е годы Ге не обращался к теме распятия, а обратившись к ней в 90-х годах, создал совершенно иной образ Христа, нежели на данной картине; 2) полотно имеет характер запрестольного образа. Можно предположить на основе этого, что Николай Ге создал его для какой-либо православной церкви, но тогда он должен был бы дать значительно более «канонический» образ Христа; 3) судить по фотографии об авторстве трудно, так как не представляется возможным определить цветовую гамму полотна. Галич так сформулировала свой вывод: «в целом вещь вызывает большое сомнение в том, что её писал Ге».
Наталья Зограф так и не смогла увидеть картину в Музее истории Донского казачества вживую. Составляя каталог картин художника, она не включила «Распятие» из Новочеркасска не только в число подлинников, но даже в число работ, вызывающих сомнение искусствоведов.

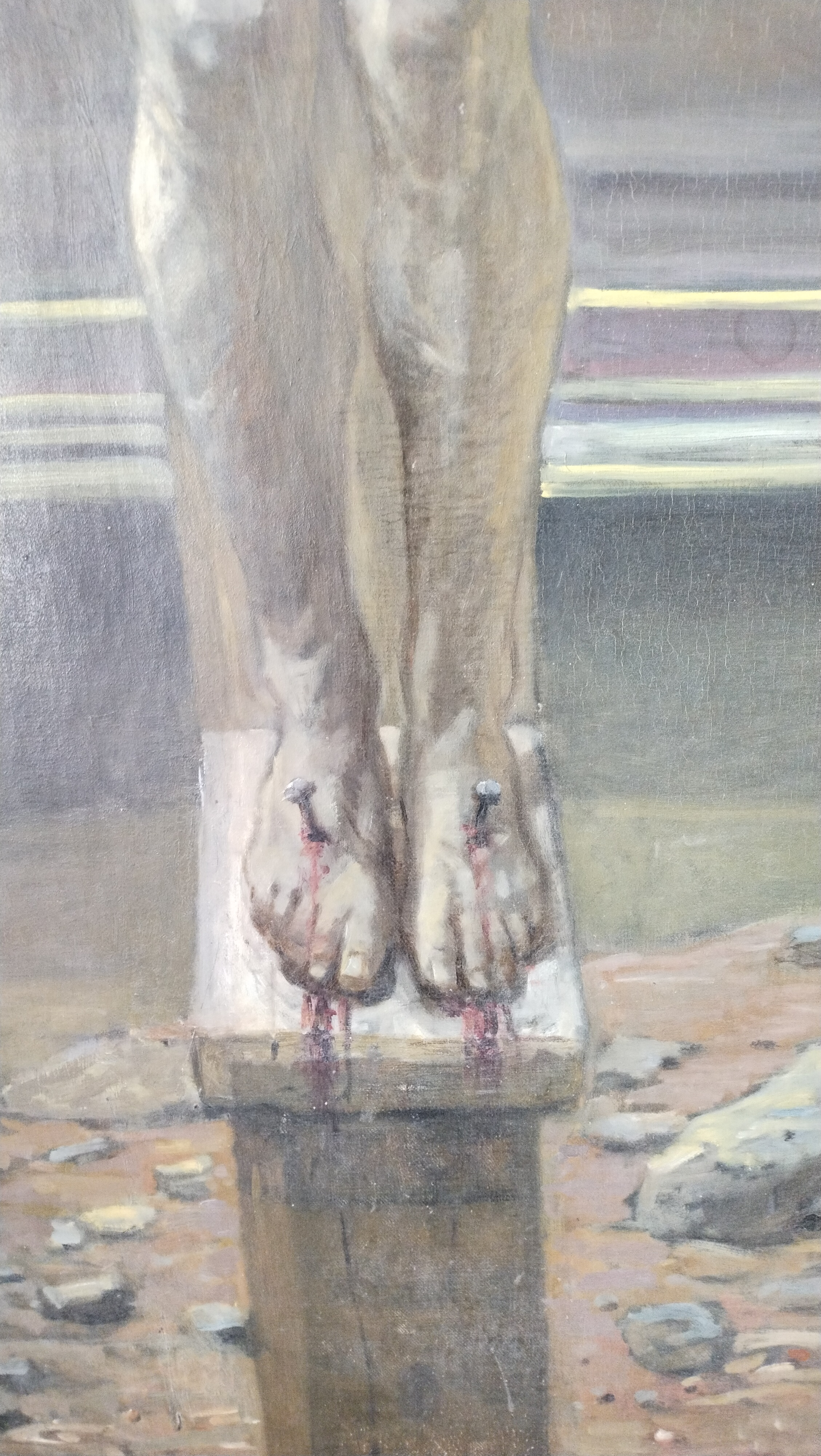
Голени и ступни Христа

Осенью 2011 года куратор выставки «„Что есть истина?“ Николай Ге. К 180-летию со дня рождения» Татьяна Карпова, а также сотрудники отдела экспертизы Государственной Третьяковской галереи Лидия Гладкова, Татьяна Рустамова и Владимир Воронов проанализировали картину в ходе поездки в Новочеркасск. Собранный материал был сопоставлен с картинами, признанными в творчестве Николая Ге эталонными. Выводом исследователей было признание авторства именно этого художника.
В своих двух публикациях и в выступлении на научном форуме в Москве эксперты подробно изложили свои аргументы. Исследования в инфракрасном спектре излучения показали достаточно многочисленные авторские изменения, связанные в первую очередь с положением фигуры Иисуса Христа. В частности, фигура была сдвинута вправо. Изменения коснулись также формы кистей и сгиба рук в локтях. Художник счистил первоначальное изображение лица Христа, а не написал новое поверх него, как поступил со всеми остальными деталями. Сужена была ширина перекладины креста. Изменения коснулись столба, очертаний надписи «INRI» на табличке над головой Христа, ткани на его бёдрах.
Наличие авторских изменений на полотне, с точки зрения исследователей, характерно для творческого почерка Николая Ге. Исследователи нашли на картине и другой признак авторства Николая Ге: совмещение на одной и той же картине фрагментов, «нагруженных красочной пастой», и едва прикрытого краской грунта.
Обнаружилось сходство с картиной Ге «В Гефсиманском саду» в проработке деталей лиц: в изображении носа, глазных впадин, надбровных дуг, в распределении света и тени, в форме и направлении движения мазков, в манере изображения прядей волос — по фактуре и в цветовом решении, сходство присутствует также в изображении камней. Есть сходство и с картиной «Что есть истина? Христос и Пилат» в особенностях построения запястий и кистей рук персонажей, а также в изображении фона (совпадает цветовое решение пейзажа у ног Христа в «Распятии» и участка стены между фигурами Понтия Пилата и Иисуса Христа). Кованные гвозди с круглыми шляпками аналогичны изображённым на картине «Распятие» 1892 года.

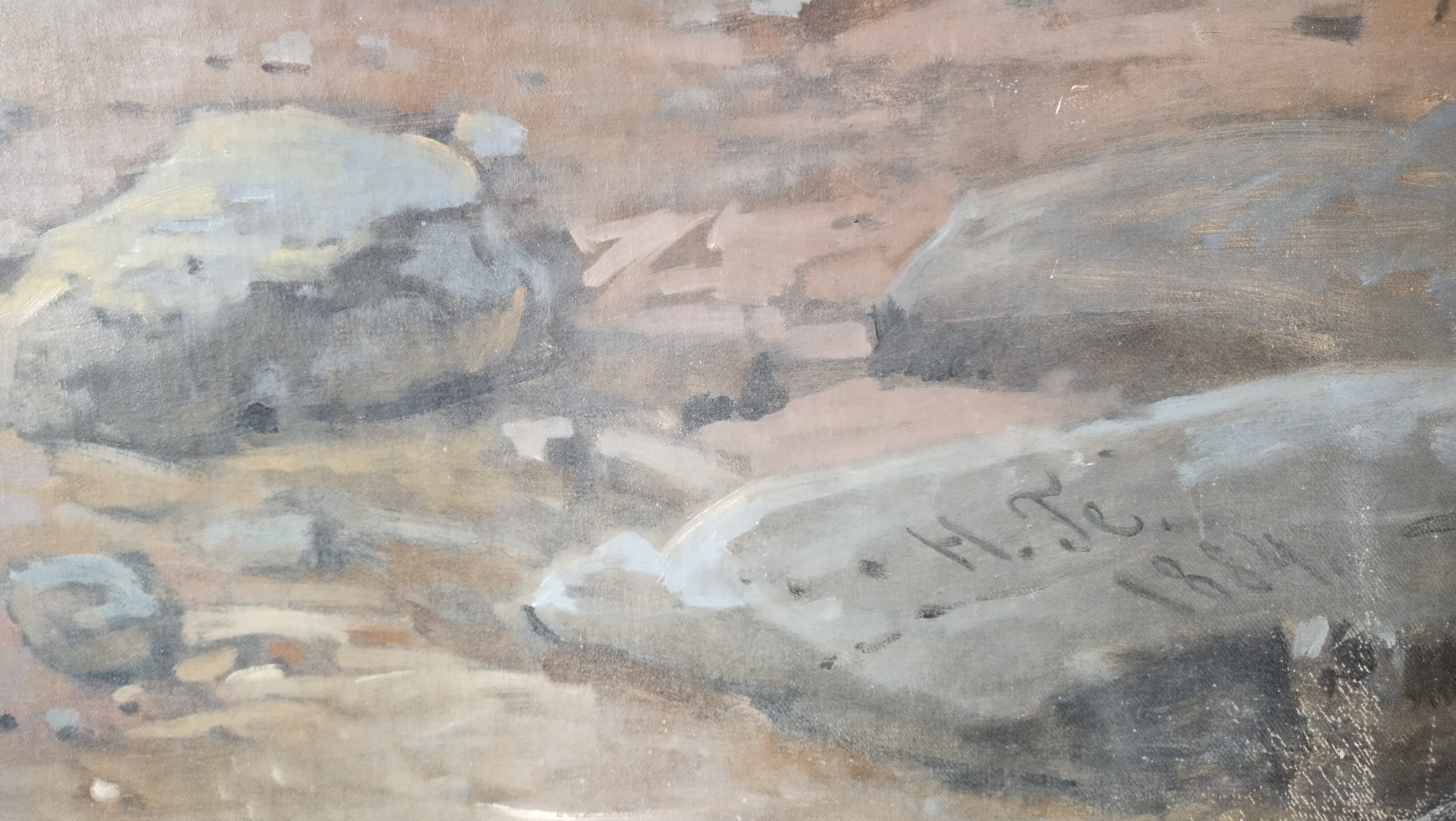
Фрагмент картины с подписью художника в нижнем правом углу

Сходство с картинами Ге присутствует и в цветовой гамме «Распятия» 1884 года. Световые блики прикрываются тонкими «прописками» охристых и синих оттенков. В красках на картине были обнаружены свинцовые белила, цинковые белила (в примесях), синий кобальт, коричневая и красная охры, ртутная и жёлтая цинковая киновари, уголь, чёрный органический пигмент. Большинство из них активно использовались в различных сочетаниях и Николаем Ге. Химический состав красок картины 1884 года из Новочеркасска не противоречит дате, присутствующей на полотне. Грунт однослойный, но по своему составу совпадает с двухслойным, использованным художником в картинах «Портрет Шестовой с дочерью» и «В Гефсиманском саду».
Подпись художника «Н. Ге. 1884», которая находится в нижнем правом углу картины, нанесена по сухому красочному слою и имеет общий характер кракелюр с другими участками полотна. Она соответствует автографам художника.
Чёрные простые рамы, как у «Распятия», характерны для значительного числа работ Николая Ге. Врач и биограф Льва Толстого Душан Маковицкий также утверждал, что на рамах Ге «экономил».
Композиция картины близка рисунку Ге на тему Распятия Иисуса Христа, происходящему из собрания Кристофа Больмана и находящемуся в настоящее время в коллекции Государственной Третьяковской галереи.
Имеющиеся, но не названные в коллективных статьях 2012 и 2014 годов стилистические различия с творчеством Николая Ге авторы объясняют необычным предназначением полотна. Оно должно было находиться в инославном храме. Художник также мог быть связан неизвестными нам условиями заказа. Среди них могла присутствовать ориентация на некий образец западноевропейского мастера. Таким образцом авторы статьи предполагали картину французского художника Леона Бонна 1874 года из музея Пти-Пале в Париже, распятый Христос и на ней изображён на фоне моря. Общими на обоих полотнах также являются положение ног Христа и освещение, характерное для заката солнца.

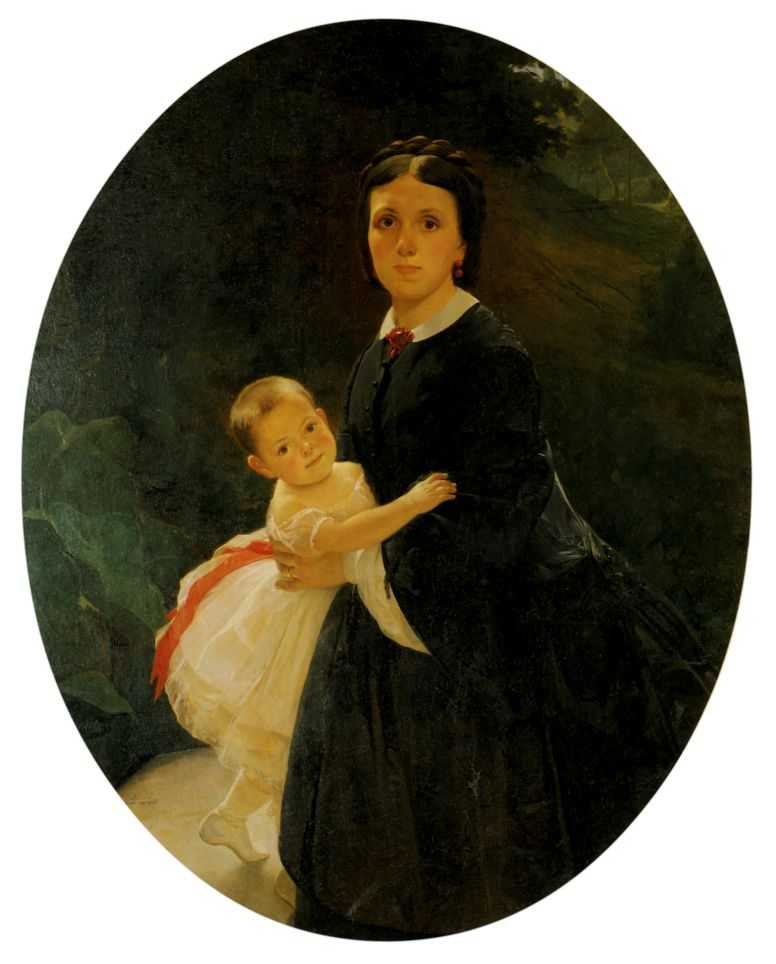
Портрет Шестовой с дочерью, 1859
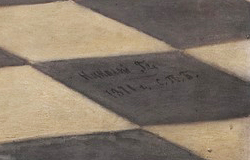
Подпись Николая Ге и дата в правом нижнем углу картины «Пётр I допрашивает царевича Алексея Петровича в Петергофе», 1871
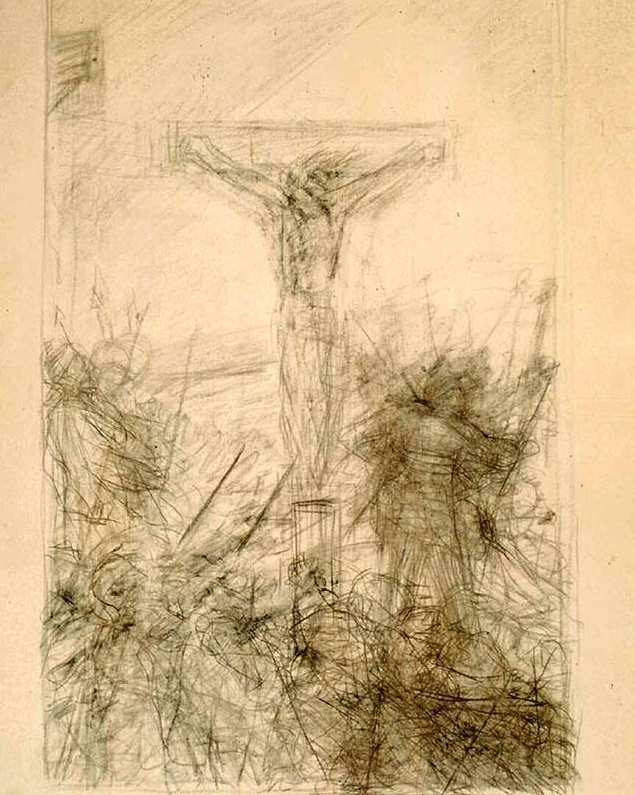
«Распятие» из собрания Кристофа Больмана, дата неизвестна
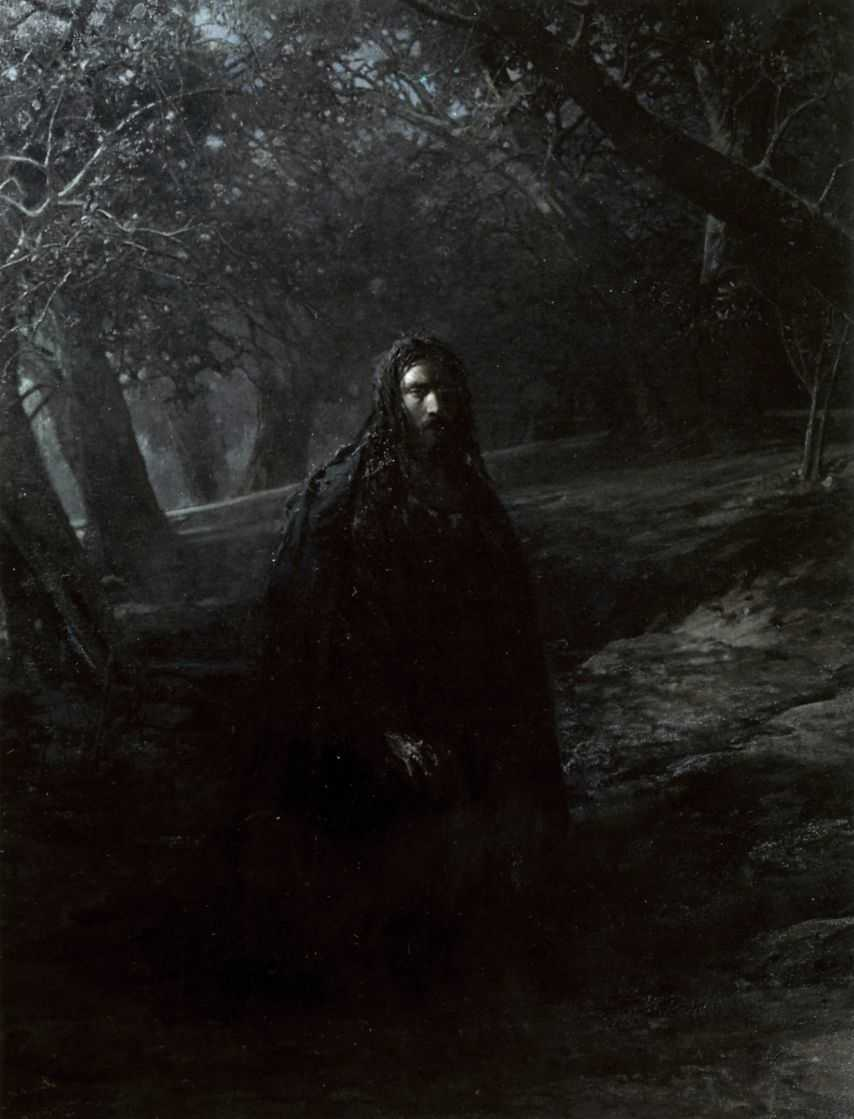
В Гефсиманском саду, между 1869 и 1880
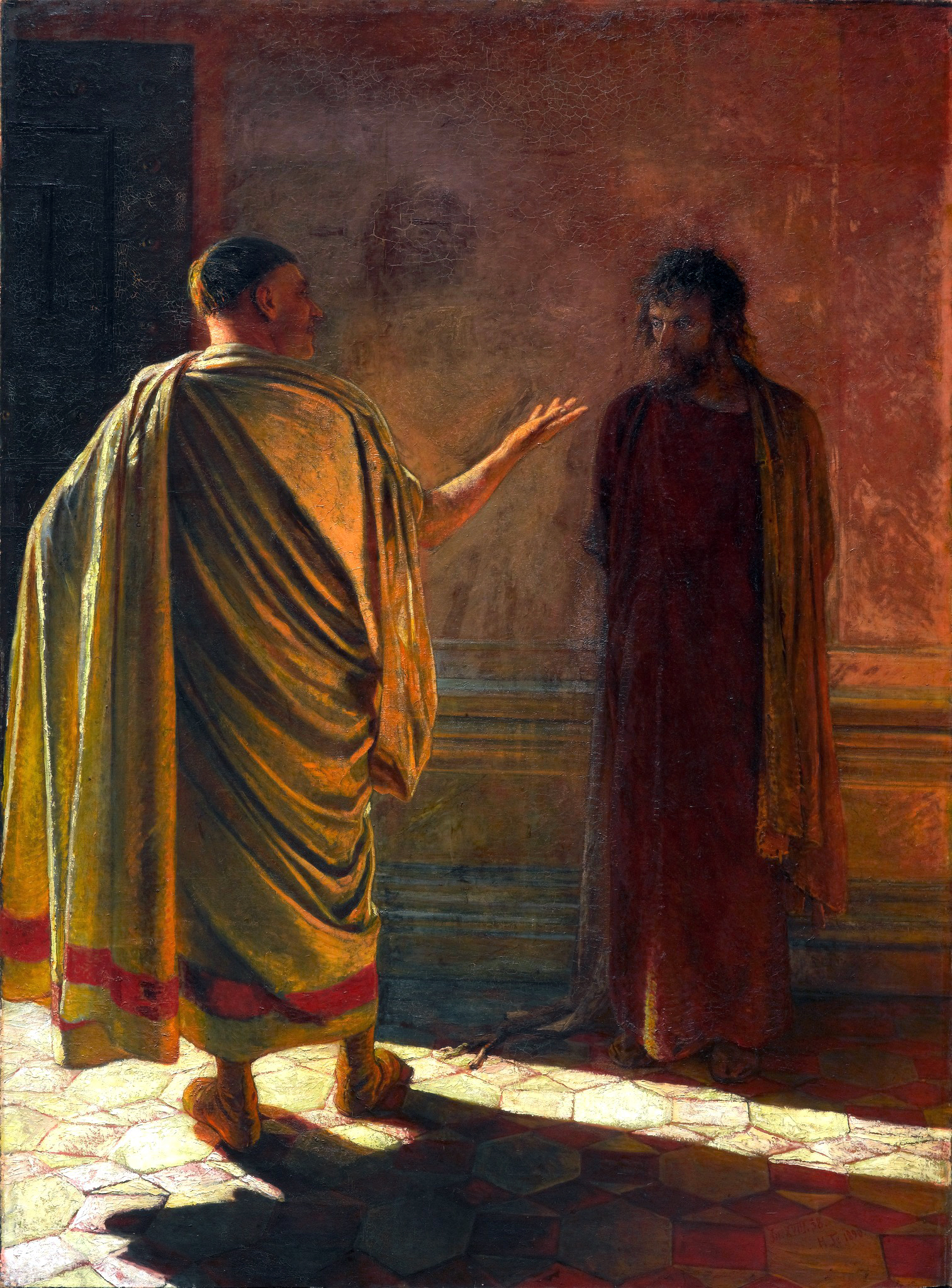
Что есть истина? Христос и Пилат, 1890
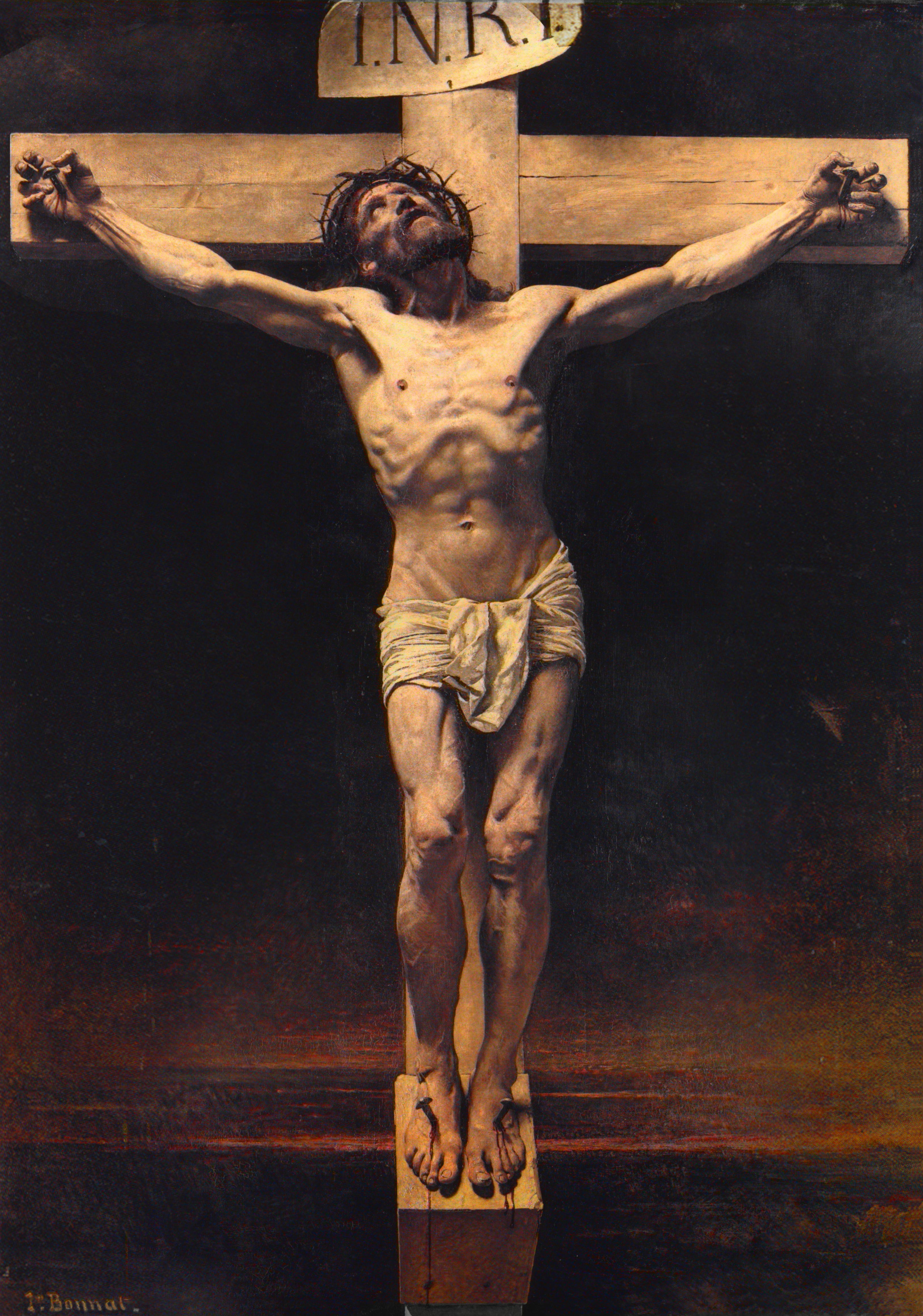
Леон Бонна. Распятие, 1874

## История создания картины

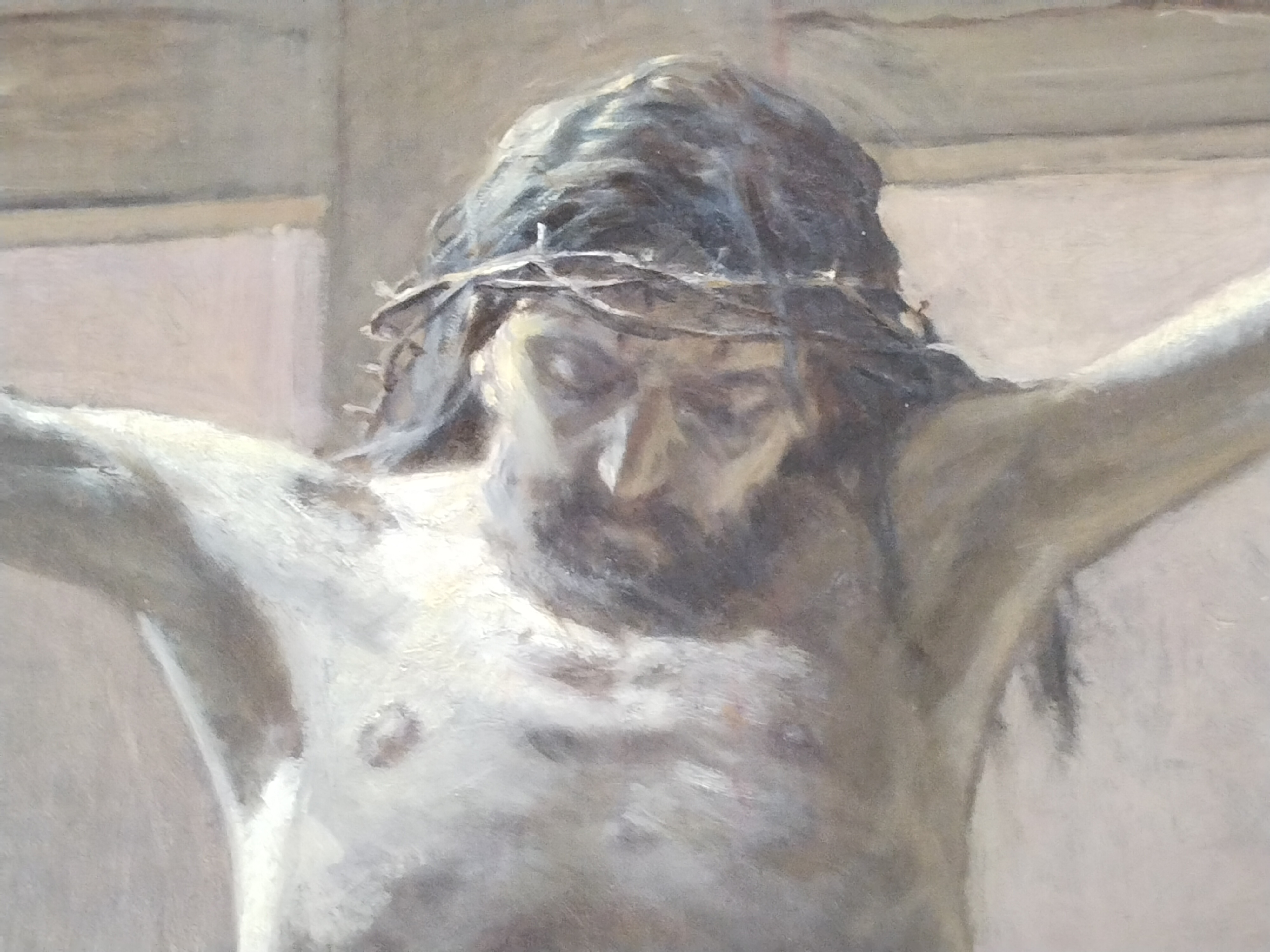
Лицо Христа

Довоенная документация Музея истории Донского казачества и материалы городского архива Новочеркасска, способные пролить свет на историю появления картины Николая Ге, не сохранились. Они погибли во время Второй мировой войны, когда город был занят фашистскими войсками. В переписке Николая Ге, а также в воспоминаниях о нём современников не содержится никаких прямых сообщений об истории создания или просто о существовании полотна «Распятие» из коллекции Музея истории Донского казачества. Правда, присутствуют косвенные свидетельства, например, что именно в 1884 году художник впервые приступил к работе над этой темой. В письме художника Льву Толстому, датированном 28 февраля 1884 года, содержатся следующие строки: «Картины сочинил такие, что и вы одобрили бы. Одна страшная: казнь Христа на кресте, другая — начало, предчувствие наступающего страдания. Ничего другого не могу ни чувствовать, ни понимать». Авторы коллективных статей «„Распятие“ Николая Ге из Новочеркасска» считают, что в этом письме речь шла о первых вариантах композиций полотен Николая Ге «Распятие» и «Голгофа».

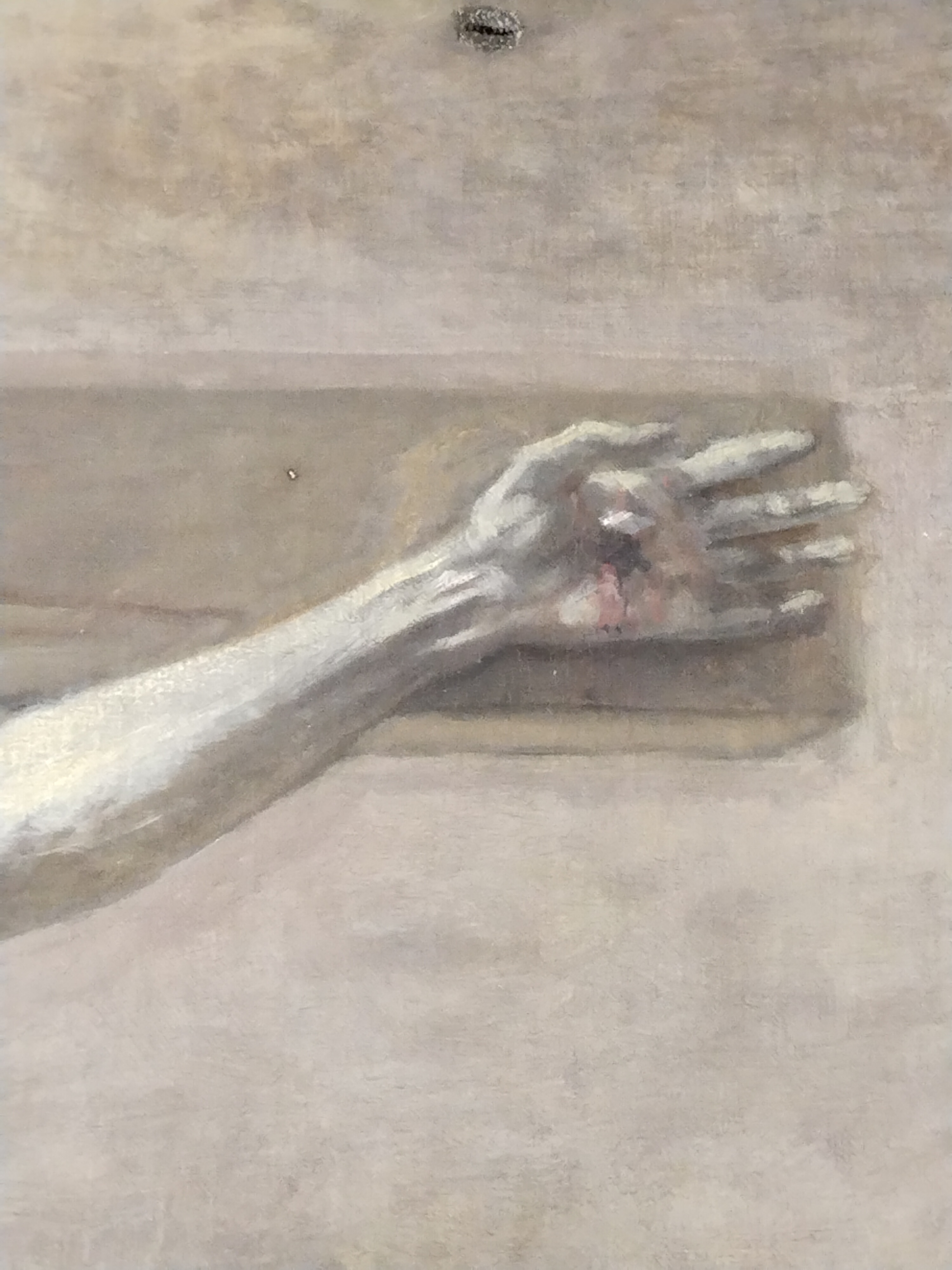
Левая рука Христа

Также существует описание одного из вариантов «Распятия», созданного Николаем Ге в 1884 году и, по мнению авторов статей, сопоставимого в отдельных аспектах с новочеркасским полотном. Это «Распятие» было уничтожено впоследствии самим художником. Описание принадлежит русской акварелистке Екатерине Юнге: «В одно посещение я видела почти совершенно конченной его картину Распятие [в тексте оригинала без кавычек]. По письму и рисунку, мне кажется, это была лучшая из его картин. Фон составляли стена города и вьюгой поднятый, как-то зловеще освещённый жёлтый песок; тело Христа, высоко поднятое на крест и чудно написанное в серых полутонах, рельефно выдавалось на светлом тёплом фоне и точно выделялось из рамы. Разбойников не было — виднелись только части их крестов. Под скалою, на которой стоял крест, с левой стороны картины, виднелось море голов расходящегося народа и Мария Магдалина, которая, зацепившись за скалу руками, приподнималась на них и не могла оторваться от оцепенившего её зрелища… Духовного ничего не осталось на этом лице — это был момент смерти, мучительной смерти — и больше ничего». Данный вариант «Распятия» Николай Ге уничтожил в 1885 году.
Предположение о происхождении из инославного храма поддержали авторы коллективной статьи 2014 года. Косвенное подтверждение этого они увидели в наличии на полотне капель воска. Учитывая предположение, что «Распятие» могло поступить из костёла или кирхи, исследователи попытались определить, что это был за храм. В Новочеркасске существовала лютеранская кирха, но она была возведена только в 1898 году. Зато в Ростове-на-Дону лютеранская община существовала с 1856 года, однако закладка храма состоялась в 1885 году. Уже построенное здание было освящено только в 1888 году. В настоящее время отсутствуют какие-либо документы о его интерьере. Исследователи делали вывод, что определённо говорить о происхождении картины из конкретного храма пока не представляется возможным. Создание же картины по церковному заказу не должно подвергаться сомнению, а существовавшая прежде точка зрения, что Ге никогда не работал по церковным заказам, является ошибочной.

## Искусствоведы и культурологи о полотне Николая Ге

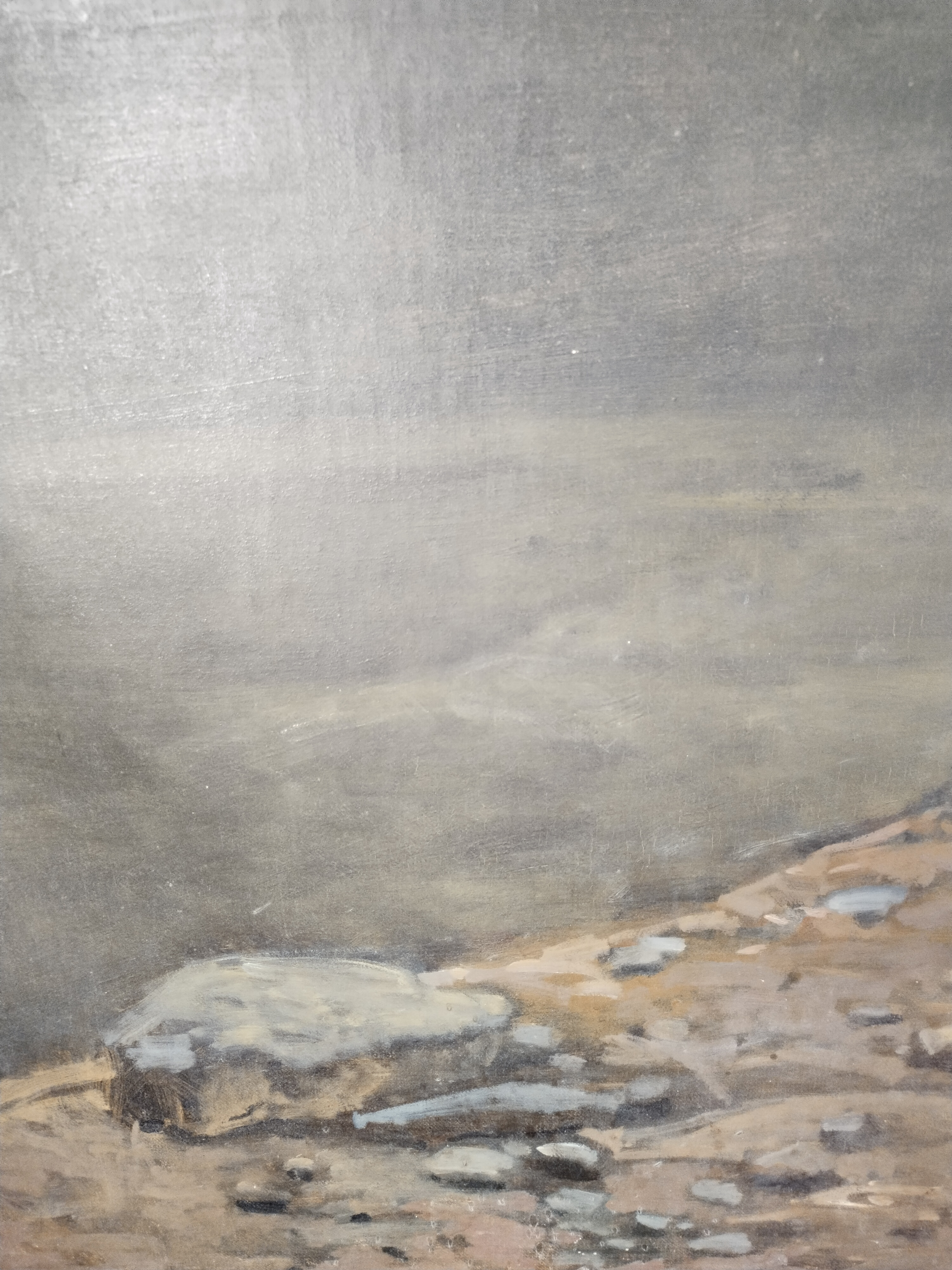
Фрагмент пейзажа в левой нижней части полотна

Авторы статьи 2014 года отмечают уникальность изображения пейзажа на картине: тёмная ночь с отблесками заката, гладь моря и лунный свет над каменистым берегом. Всё это, по их мнению, создаёт «символический надмирный образ».
Кандидат философских наук, старший научный сотрудник Государственной Третьяковской галереи Любовь Петрунина в статье «Выставка „Что есть истина?“ Николая Ге в восприятии публики» отмечала, что вниманию широкой публики в связи с выставкой картин Ге в Москве 2011—2012 годов был предложен «один поворот почти детективного сюжета, связанного с судьбой творческого наследия Николая Ге», — обнаружение «Распятия» в фондах музея в Новочеркасске. Сотрудники Третьяковской галереи подтвердили на основании «рентгенологического и научного исследования» авторство художника. В конечном счёте Атрибуционный совет галереи принял решение расширить состав Страстной серии художника этим полотном. Петрунина с иронией отмечала, что «это событие позволило удержать имя Николая Ге в орбите внимания публики ещё некоторое время».
В статье для журнала «Наука и жизнь» преподаватель Московского академического художественного лицея при Российской академии художеств и художница Зинаида Короткова отмечала, что основные документы, связанные с жизнью и творчеством Николая Ге, уже введены в научный оборот, поэтому вероятность сделать крупное открытие в этой области крайне мала. Остаётся неизвестным, как отреагировал Чернышёв на получение письма о картине «Распятие». Автор статьи предположила, что он немедленно отправился в Новочеркасск. Однажды картина «Распятие» уже была представлена в Москве на выставке художников-передвижников, но особого интереса у специалистов в тот раз не вызвала. После этого картина вновь вернулась в запасники Музея истории Донского казачества. Письмо же Шолохова обосновалось в архиве и не представляло ни для кого интереса, пока не началась работа по подготовке выставки полотен Николая Ге в Москве в 2011—2012 годах.
Исследователи картины отмечали, что полотно уже стало темой публикаций в средствах массовой информации, и, по предположению Зинаиды Коротковой, оно в будущем побывает на выставках не только в Российской Федерации, но и за её пределами.
В самом Новочеркасске спустя некоторое время после выставки «„Что есть истина?“ Николай Ге. К 180-летию со дня рождения», прошедшей в Москве, была устроена выставка одной картины — «Распятия» 1884 года. Ростовская газета «Наше время» посвятила картине статью в марте 2012 года в связи с демонстрацией «Распятия» в Областном музее изобразительных искусств. Это также была выставка «одной картины», дополненная произведениями графики XIX века, а также древнерусской иконописи и декоративно-прикладного искусства XVIII—XIX веков.
В 2016 году картина Николая Ге стала центром временной выставки «Лики святой веры и любви» в Музее истории Донского казачества. На ней были представлены православные иконы и полотна, объединённые идеей покаяния в дни Великого поста, во время которого проходила выставка, а также предметы церковной старины, портреты XIX века, в том числе священников и священномучеников, фотографии казаков-некрасовцев.

## В средствах массовой информации
В 2011—2012 годах российская пресса оживлённо обсуждала находку нового полотна Николая Ге. Посвящённые ему статьи были опубликованы в ведущих центральных и региональных печатных изданиях. Среди них: «Российская газета», «Московский комсомолец», «Комсомольская правда», «Аргументы и факты».
В статье в «Московском комсомольце» приводятся фрагменты интервью с заместителем директора новочеркасского музея по научной работе Евгенией Свитливой, доктором искусствоведения Татьяной Карповой, главным хранителем Музея истории Донского казачества Викторией Науменко, которые рассказывают об истории находки картины Николая Ге, не вошедшие в научные публикации, посвящённые ей. В частности сообщается, что Полина Чернышёва, дочь художника Николая Чернышёва, по собственной инициативе предложила исследователям, готовившим выставку в Москве, познакомиться с фотографией мастерской Ге на хуторе Ивановском вблизи Ростова-на-Дону, где он жил с 1876 по 1894 год, а при личной встрече с ними показала целую папку материалов о художнике, хранившихся в архиве отца. Просматривая содержащиеся в этой папке документы, Татьяна Карпова и обнаружила письмо директора Музея истории Донского казачества Чернышёву, которое было помечено 17 апреля 1961 года. В статье уточняется дата, когда полотно экспонировалось на выставке, посвящённой художникам-передвижникам, — в 1970-е годы XX века.
Статья в «Российской газете» основана на интервью корреспондента с заведующей отделом научной экспертизы Государственной Третьяковской галереи Лидией Гладковой. Она упомянула версию, высказанную в ходе исследования картины, что, возможно, «Распятие» является первым вариантом картины «Голгофа», находящейся в Третьяковской галерее. Гладкова сообщила, что уверена в появлении картины в новочеркасском музее ещё до начала Великой Отечественной войны, и подтвердила, что именно в 1970-х годах картина участвовала в выставке полотен передвижников. На момент публикации статьи химический анализ грунта подтвердил подлинность картины. Предстояло рентгенографическое исследование, но в новочеркасском музее соответствующего оборудования не было, а везти картину в Москву на специальном транспорте и с охраной — слишком дорогостоящее мероприятие. Предполагалось, что сотрудники Третьяковской галереи привезут в Новочеркасск переносной рентгеновский аппарат и сделают «последнее исследование»
Российское сетевое информационное агентство «Life» поместило на своих страницах статью, посвящённую находке картины. Она содержит утверждение заместителя директора музея в Новочеркасске Елены Светлых, что до недавно обнаруженного «Распятия» «Ге написал четыре подобных сюжета, только все они были отправлены в печку», также она отметила, что это — «работа несвойственного для Ге большого размера». Завершается статья сообщением, что, несмотря на хорошее состояние полотна, «в ближайшее время „Распятие“ будет оправлено на реставрацию».

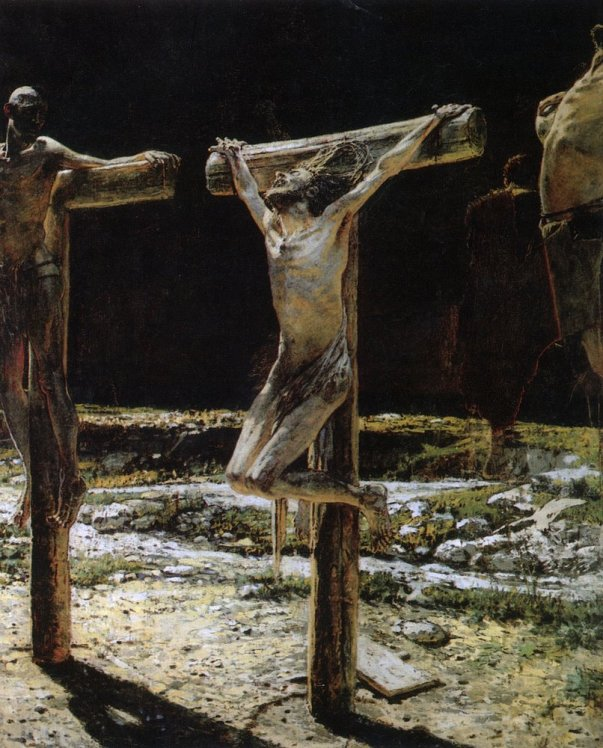
«Распятие» 1892 года из Музея Орсе

Сетевое издание Всероссийской государственной телевизионной и радиовещательной компании «Смотрим» разместило на своей онлайн-платформе развёрнутое интернет-сообщение «Эксперты Третьяковки подтвердили подлинность картины „Распятие“», содержащее видеокадры (в 2011 году они демонстрировались на канале «Россия 24» федерального российского телевидения) и текстовую запись заключительного заседания экспертной комиссии в зале Учёного совета Государственной Третьяковской галереи, на котором в качестве «прокурора» выступила Лидия Гладкова, а «адвоката» — Татьяна Карпова, а также кадры исследования картины специалистами.
Автор статьи в «Нашем времени» журналист Марина Каминская сформулировала, исходя из мнений исследователей, две основные версии появления картины. В соответствии с первой («от одного из наших донских художников я слышала… предположение…»), «Распятие» — один из первоначальных вариантов широко известного «Распятия» 1892 года. Сама Каминская не разделяет эту точку зрения: в версии 1892 года и в других картинах Страстного цикла «совсем иное видение образа Спасителя. Иные чувства и эмоции… Здесь нет социальных подтекстов и дерзости авторской интерпретации. Только печаль и скорбь Евангелия». По другой версии, Ге написал «Распятие» для католического храма. В пользу этой версии говорят пропорции картины, написанной, чтобы смотреть на полотно снизу вверх, и реальный факт из биографии самого художника: Николай Ге представлял свои эскизы на конкурс росписей храма Христа Спасителя, но комиссия их отклонила. Сама журналистка предполагала, что картина предназначалась художником для одного из католических храмов на Украине, так как «с 45 лет Николай Ге жил и работал в имении на Черниговщине».
Музей истории Донского казачества в мае 2020 года подготовил видеопередачу, посвящённую полотну Николая Ге. Она была размещена на канале музея в YouTube. Передачу ведёт научный сотрудник музея Евгения Ситливая.